# Zorocrates guerrerensis
Zorocrates guerrerensis är en spindelart som beskrevs av Willis J. Gertsch och Davis 1940. Zorocrates guerrerensis ingår i släktet Zorocrates och familjen Zorocratidae. Inga underarter finns listade i Catalogue of Life.